# هندسه مولکولی پادمنشوری چهارگوشه

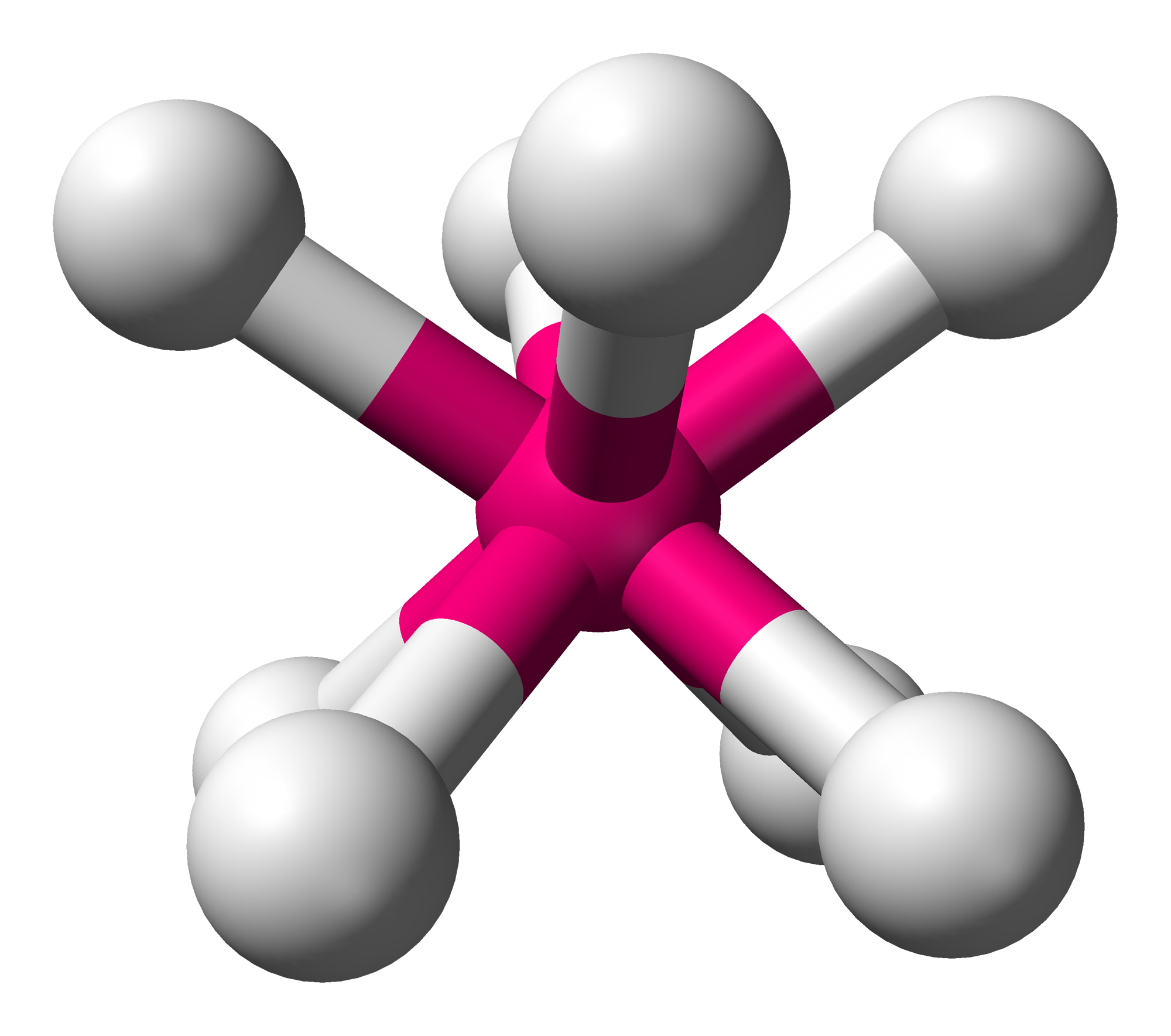
هندسه مولکولی پادمنشوری چهارگوشه

در شیمی هندسه مولکولی پادمنشوری چهارگوشه عبارت است از شکل جای گیری ترکیب‌هایی با هشت اتم یا گروه اتم‌ها یا لیگاند به گونه‌ای که یک اتم در مرکز قرار گیرد و بقیه پیرامون آن باشند و یادآور راس‌های یک پادمنشور چهارگوشه باشند.

## نمونه
- XeF2−
8
- IF−
8
- ReF−
8
- ZrF4−
8